# Sven Andrighetto
Sven Andrighetto (* 21. März 1993 in Zürich) ist ein Schweizer Eishockeyspieler, der seit Juli 2020 wieder bei den ZSC Lions aus der Schweizer National League unter Vertrag steht und dort auf der Position des rechten Flügelstürmers spielt. Zuvor war Andrighetto unter anderem für die Canadiens de Montréal und Colorado Avalanche in der National Hockey League (NHL) aktiv.

## Karriere
Andrighetto begann seine Karriere beim EHC Dübendorf im Kanton Zürich und wechselte 2006 in die Nachwuchsabteilung der ZSC Lions. Mit der Mannschaft gewann er in der Saison 2009/10 den U17-Meistertitel bei den Elite Novizen und war mit 16 Toren und 24 Punkten aus zehn Spielen Topskorer der Play-offs. Im folgenden Jahr gab er sein Profidebüt für die GCK Lions in der National League B (NLB) und wurde am Ende der Saison an den Ligakonkurrenten EHC Visp ausgeliehen, mit dem er schliesslich Meister in der NLB wurde.

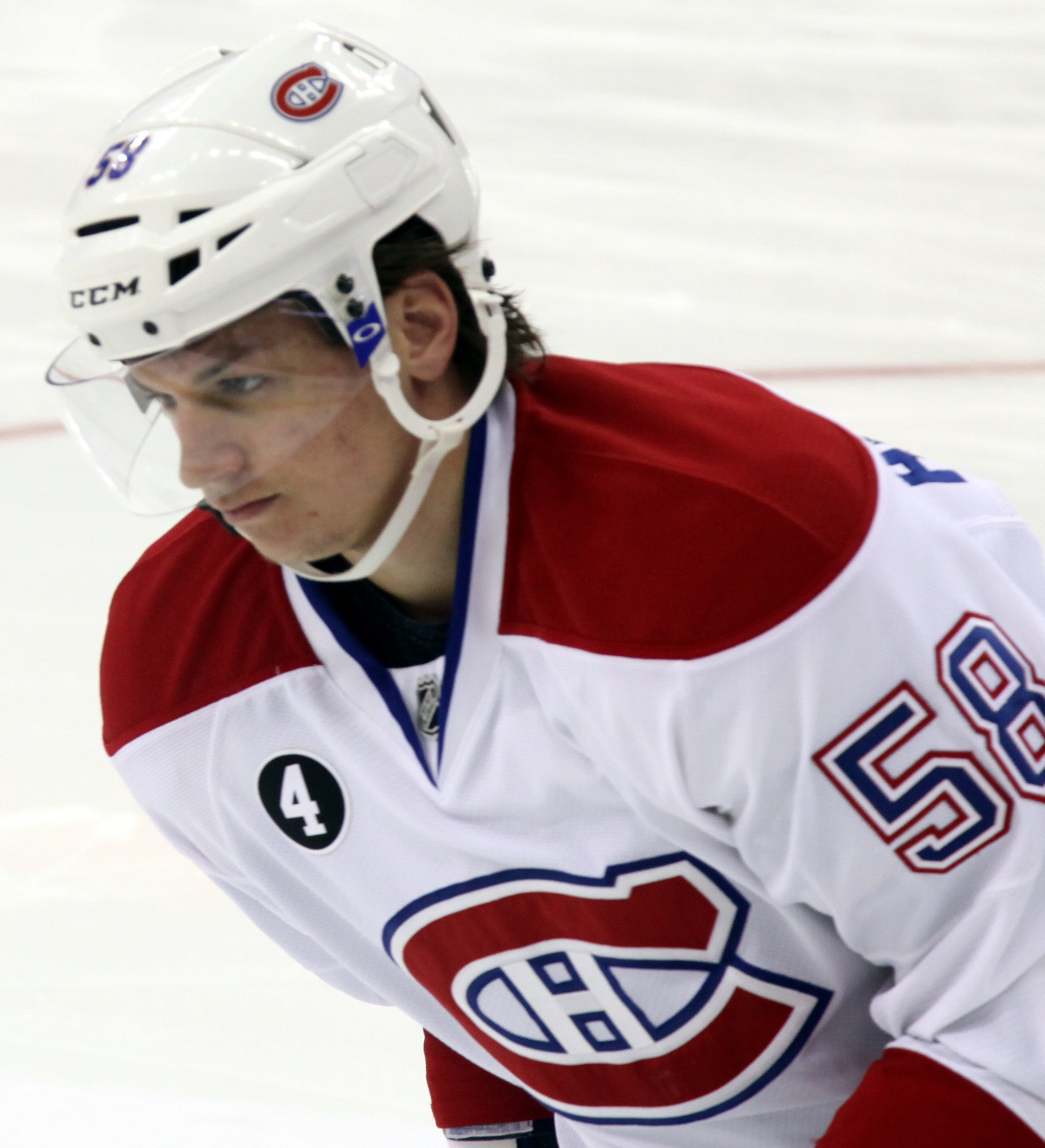
Andrighetto im Trikot der Canadiens de Montréal (2015)

Nachdem er im CHL Import Draft 2011 an elfter Gesamtposition von den Huskies de Rouyn-Noranda aus der Ligue de hockey junior majeur du Québec (LHJMQ) ausgewählt worden war, wechselte er im Herbst 2009 nach Nordamerika. In seiner Debütsaison 2011/12 war der Schweizer mit 74 Punkten hinter Michail Grigorenko und Nathan MacKinnon drittbester Rookie-Scorer der Liga. Gleichzeitig wurde er ins All-Rookie-Team der LHJMQ gewählt. In der folgenden Saison konnte er seine Punktausbeute erneut steigern und schloss die Saison mit 98 Punkten aus 53 Spielen ab. Damit war er erneut bester Skorer der Huskies und belegte ligaweit den sechsten Platz. Zudem war er zweitbester Vorlagengeber der LHJMQ. In den Play-offs zog er mit der Mannschaft bis ins Halbfinale ein, wo die Huskies am späteren Titelgewinner Halifax Mooseheads scheiterten. Nachdem Andrighetto die Skorerliste bis zum Halbfinale angeführt hatte, belegte er schliesslich mit 30 Punkten aus 14 Spielen den vierten Platz.
Im NHL Entry Draft 2013 wurde er in der dritten Runde an insgesamt 86. Position von den Canadiens de Montréal ausgewählt. Zuvor war Andrighetto bereits zweimal im NHL Entry Draft zur Verfügung gestanden, aber von keiner Mannschaft ausgewählt worden. Auch in den Abschluss-Rankings der Central Scouting Services war er vor der Veranstaltung nur auf Rang 196 gelistet. Er nutzte daraufhin eine Ausstiegsklausel im Vertrag mit dem Genève-Servette HC, den er im Dezember 2012 unterzeichnet hatte, und unterschrieb einen Einstiegsvertrag über drei Jahre mit den Canadiens. In der Saison 2013/14 spielte Andrighetto für das damalige Farmteam der Canadiens, die Hamilton Bulldogs, in der American Hockey League (AHL). Am 10. Februar 2014 wurde er als AHL-Spieler der Woche ausgezeichnet. Im Dezember 2014 wurde er in das Kader der Canadiens berufen und gab am 6. Dezember im Spiel gegen die Dallas Stars sein NHL-Debüt. Bei der 1:4-Niederlage erzielte Andrighetto auf Pass von Tomáš Plekanec und Jiří Sekáč das einzige Tor der Canadiens an diesem Abend.
Nach knapp dreieinhalb Jahren in der Organisation der Canadiens wurde Andrighetto zur Trade Deadline am 1. März 2017 im Tausch für Andreas Martinsen an die Colorado Avalanche abgegeben. Dort verbrachte er zwei Spielzeiten, ehe er nach insgesamt acht Jahren im Juli 2019 nach Europa zurückkehrte und sich dem HK Awangard Omsk aus der Kontinentalen Hockey-Liga (KHL) anschloss. Am Saisonende verließ er die KHL wieder und kehrte im Juli 2020 zu den ZSC Lions in seine Geburtsstadt Zürich zurück.

### International
International spielte Andrighetto für die Schweiz bei den U18-Junioren-Weltmeisterschaften 2010 und 2011. Ein Jahr später vertrat er erstmals die U20-Auswahl bei der Junioren-Weltmeisterschaft. Bei der U20-Junioren-Weltmeisterschaft 2013 wurde Andrighetto zum Assistenzkapitän der Mannschaft ernannt und beendete das Turnier als Topscorer der Schweiz mit acht Punkten aus sechs Spielen. Durch einen dritten Platz in der Vorrunden-Gruppe führte er die Mannschaft schliesslich zum sechsten Platz.
Im Seniorenbereich debütierte Andrighetto bei der Weltmeisterschaft 2016 und wurde dabei mit sieben Punkten in sieben Spielen zum besten Scorer der Schweiz. Zwei Jahre später gewann er bei der Weltmeisterschaft 2018 die Silbermedaille. Es folgten weitere Auftritte bei den Weltmeisterschaften der Jahre 2019 und 2021 sowie den Olympischen Winterspielen 2022 in Peking. In den Jahren 2024 und 2025 sicherte sich der Stürmer erneut die Silbermedaille.

## Erfolge und Auszeichnungen
| - 2011 Meister der National League B mit dem EHC Visp - 2012 LHJMQ All-Rookie Team - 2021 Bester Torschütze der National-League-Hauptrunde - 2021 National League Media All-Star Team - 2021 National League Media Swiss All-Star Team | - 2024 Schweizer Meister mit den ZSC Lions - 2025 Champions-Hockey-League-Gewinn mit den ZSC Lions - 2025 Wertvollster Spieler der Champions Hockey League - 2025 Schweizer Meister mit den ZSC Lions - 2025 Topscorer der National-League-Playoffs |

### International
- 2018 Silbermedaille bei der Weltmeisterschaft
- 2024 Silbermedaille bei der Weltmeisterschaft
- 2025 Silbermedaille bei der Weltmeisterschaft

## Karrierestatistik
Stand: Ende der Saison 2024/25

### International
Vertrat die Schweiz bei:
| - U18-Junioren-Weltmeisterschaft 2010 - Ivan Hlinka Memorial Tournament 2010 - U18-Junioren-Weltmeisterschaft 2011 - U20-Junioren-Weltmeisterschaft 2012 - U20-Junioren-Weltmeisterschaft 2013 - Weltmeisterschaft 2016 | - Weltmeisterschaft 2018 - Weltmeisterschaft 2019 - Weltmeisterschaft 2021 - Olympischen Winterspielen 2022 - Weltmeisterschaft 2024 - Weltmeisterschaft 2025 |

(Legende zur Spielerstatistik: Sp oder GP = absolvierte Spiele; T oder G = erzielte Tore; V oder A = erzielte Assists; Pkt oder Pts = erzielte Scorerpunkte; SM oder PIM = erhaltene Strafminuten; +/− = Plus/Minus-Bilanz; PP = erzielte Überzahltore; SH = erzielte Unterzahltore; GW = erzielte Siegtore; 1 Play-downs/Relegation; Kursiv: Statistik nicht vollständig)